# Croix de Boëssé
La Croix de Boëssé est une croix située dans le cimetière d'Yvré-l'Évêque dans la Sarthe.

## Historique
Datée du XVIe siècle, la croix de Boëssé fait l’objet d’une inscription au titre des monuments historiques depuis le 20 juillet 1966.

## Description

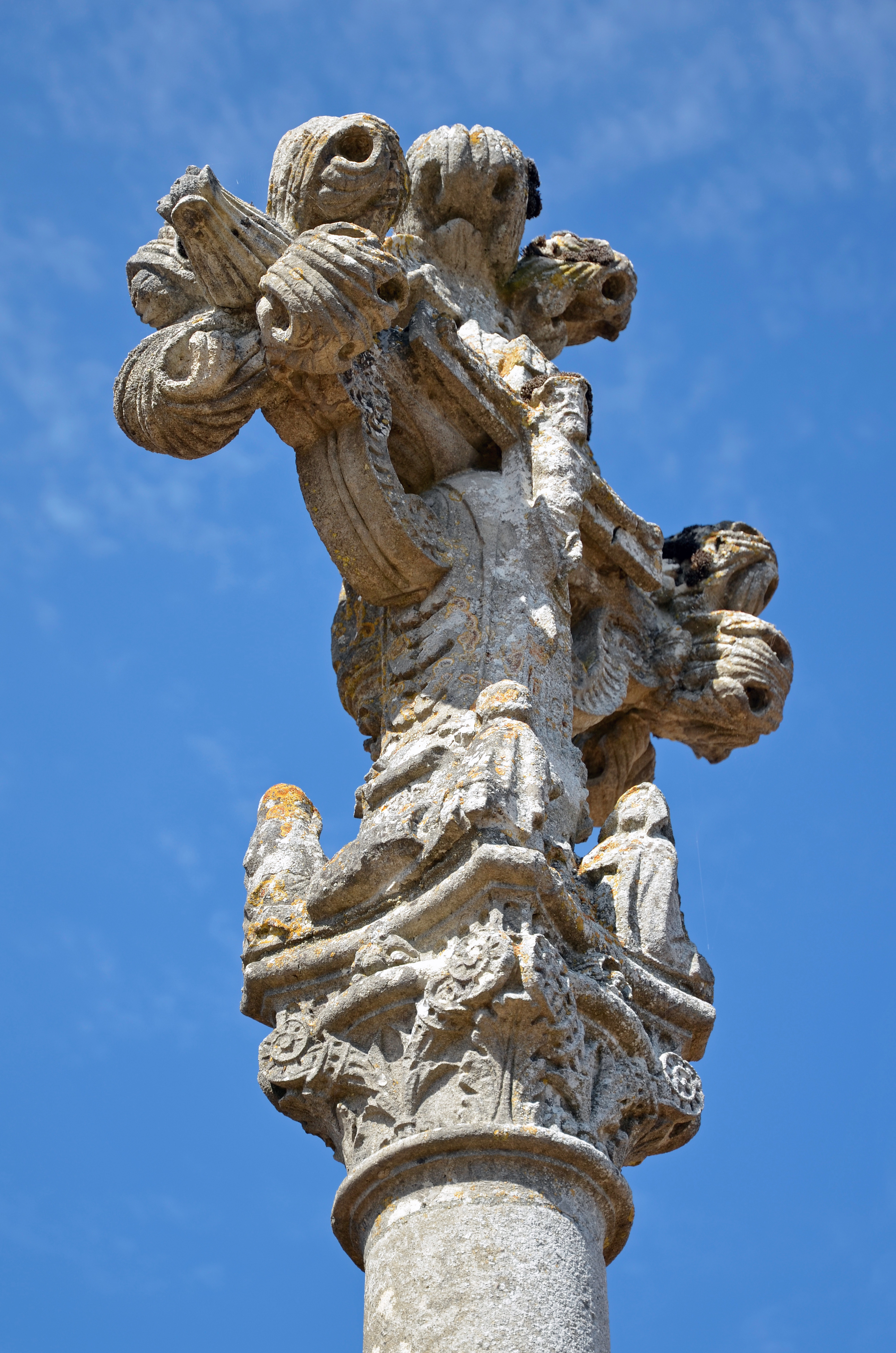
La face de la croix figurant la crucifixion du Christ.

La croix est située dans le cimetière d'Yvré-l'Évêque, une commune de la Sarthe à la périphérie du Mans.
L'une des faces de cette croix en pierre sculptée représente la crucifixion du Christ tandis que la Vierge Marie est figurée sur la face opposée.